# Вирумаа

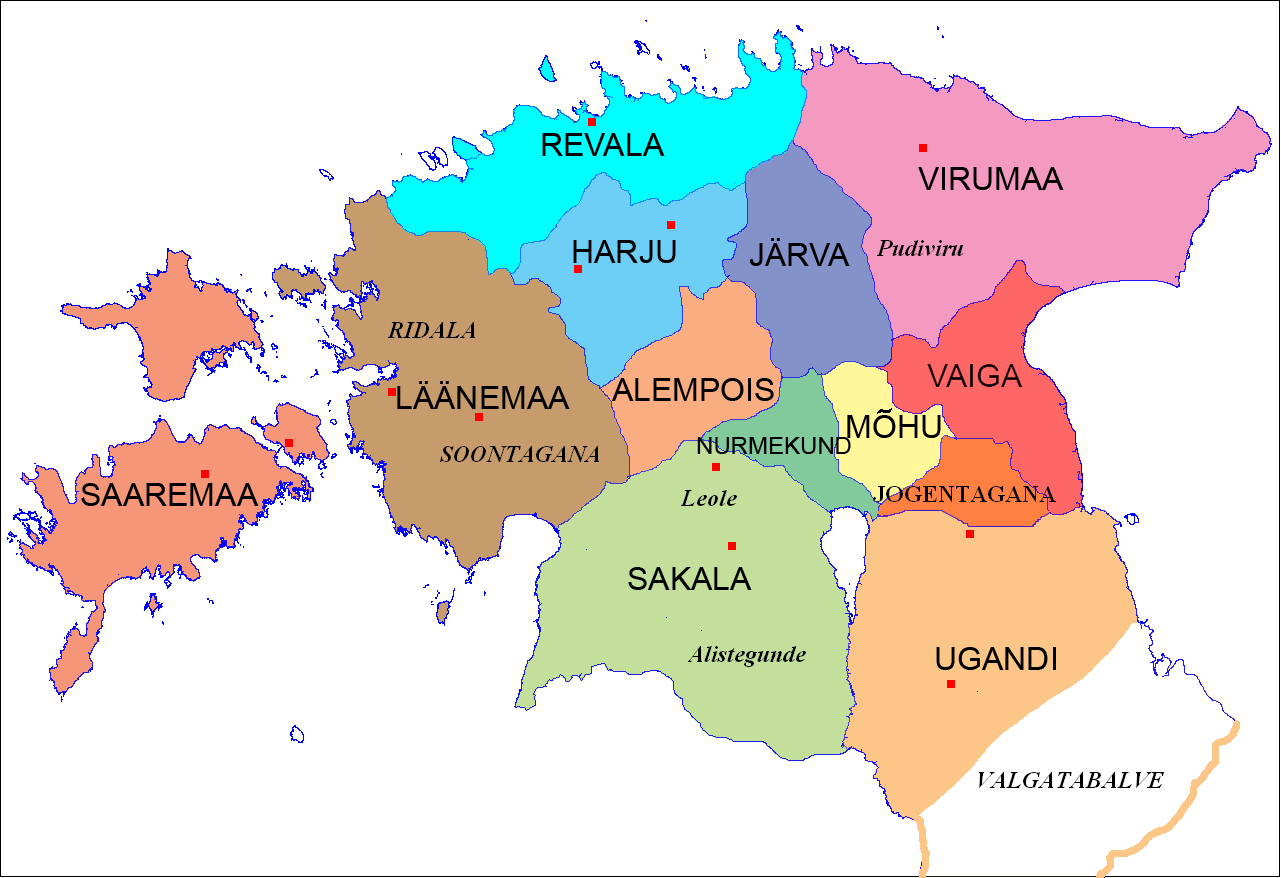
Вирумаа (Virumaa) на карте Эстонии (розовый цвет)

Вирумаа, Вирония, Вирланд, Вируский регион (эст. Virumaa, эст. Viru regioon, нем. Wierland) — историческая область на северо-востоке Эстонии.
До Ливонского крестового похода XIII века виронцы были язычниками, имели несколько укреплённых пунктов и делились на пять кланов (kilikunda):
- Maum (тж. Mahu),
- Laemund (тж. Lemmu и Pudiviru),
- Askele,
- Revele (тж. Rebala),
- Alentagh (тж. Alutaguse).

В период завоевания страны Вирумаа — один из шести маакондов континентальной Эстонии — виронцы участвовали в роковом для независимости края сражении при Вильянди в 1217 году.
Затем Вирумаа стала ареной борьбы между датскими и немецкими рыцарями, с 1238 года — в составе Датской Эстонии. В 1268 году на территории Вирумаа произошла Раковорская битва между русской и немецко-датской коалициями. В XIV—XVI веках территорией владел Ливонский орден.
В настоящее время делится на два эстонских уезда: Ида-Вирумаа (Восточная Вирумаа) и Ляэне-Вирумаа (Западная Вирумаа). Крупнейшие города:
- Нарва
- Кохтла-Ярве
- Раквере
- Йыхви
- Силламяэ.